# مردمان!
مردمان! (به انگلیسی: Folks!) یک فیلم سینمایی آمریکایی در ژانر کمدی-درام محصول سال ۱۹۹۲ میلادی به کارگردانی تد کاچف است.

## بازیگران
- تام سلک - جان آلدریچ
- دان آمچی - هری آلدریچ
- آن جکسون - میلدرد آلدریچ
- کریستین ابرسول - آرلن آلدریچ
- وندی کروسون - آدری آلدریچ
- مایکل مورفی - اد
- رابرت پاستریولی - فرد
- جان فاورو - راننده تاکسی شیکاگو

## انتقادها
این فیلم به‌طور کلی نقدهای خوبی دریافت کرد.